# Линдси Лохан
Линдси Ди Лохан (енгл. Lindsay Dee Lohan; Њујорк, 2. јул 1986) америчка је глумица, кантауторка, продуценткиња и предузетница. Пробој је остварила улогом у филму Замка за родитеље (1998). Успех филма довео је до рада на телевизијским филмовима Идеална играчка (2000) и Пронађи траг (2002), а потом и биоскопским филмовима Уврнути петак (2003) и Исповест једне тинејџерке (2004).
Статус тинејџерског идола остварила је улогом у филму Опасне девојке (2004). Постала је позната као трострука претња након што је потписала уговор са дискографском кућом Casablanca Records и објавила два студијска албума — Speak (2004) и A Little More Personal (Raw) (2005). После успеха филма Опасне девојке и музичке каријере, глумила је у комедијама Херби: Буба набуџена до зуба (2005) и Само моја срећа (2006). Потом се усмерила ка глуми у независним филмовима: Кућни пријатељ из прерије (2006), Боби (2006) и Поглавље 27 (2007).
Током снимања драмедије Џорџијин закон (2006), постала је предмет интензивне медијске покривености због пријављених проблема на снимању, што је био почетак низа личних борби које су мучиле њен живот и каријеру. Крајем 2000-их, постала је стална мета таблоидне штампе због својих правних проблема, појављивања пред судом и бројних боравака у установама за рехабилитацију због алкохолизма. У овом периоду, изгубила је неколико улога што је значајно утицало на њену каријеру и имиџ у јавности.
Након више година континуиране трезвености, потписала је уговор о више филмова са платформом за стриминг Netflix, након чега су уследили филмови Љубав у божићно доба (2022), Ирска жеља (2024) и Наша мала тајна (2024).

## Детињство и младост
Рођена је 2. јула 1986. године у Бронксу, предграђу Њујорка. Одрасла је у Мерику и Колд Спринг Харбору, на Лонг Ајленду. Најстарије је дете Дајне и Мајкла Лохана. Њен отац, бивши дилер са Вол стрита, у неколико наврата је имао проблеме са законом, док јој је мајка бивша певачица и плесачица. Има млађег брата Мајкла Млађег и две млађе сестре, Алијану и Дакоту. Италијанског је и ирског порекла, а одгајана је као католкиња. Са 11 година је кренула с образовањем код куће. Риђокоса је.
Родитељи су јој се венчали 1985. године, раздвојили када је Линдси имала три године, али касније поново ступили у везу. Поново су се раздвојили 2005, а развод је финализован 2007. године.

## Филмографија
| Улоге Линдси Лохан |                              |               |                         |          |
| Година             | Српски назив                 | Изворни назив | Улога                   | Напомена |
| 1998.              | Замка за родитеље            |               | Хали Паркер / Ени Џејмс |          |
| 2000.              |                              |               | Кејси Стјуарт           |          |
| 2002.              |                              |               | Лекси Голд              |          |
| 2003.              | Уврнути петак                |               | Ана Колман              |          |
| 2004.              | Исповест једне тинејџерке    |               | Мери Елизабет Степ      |          |
| 2004.              | Опасне девојке               |               | Кејди Херон             |          |
| 2005.              | Херби: Буба набуџена до зуба |               | Меги Пејтон             |          |
| 2006.              | Само моја срећа              |               | Ешли Олбрајт            |          |
| 2006.              | Кућни пријатељ из прерије    |               | Лола Џонсон             |          |
| 2006.              |                              |               | Линдси Лоан             |          |
| 2006.              |                              |               | Дајана Хаусер           |          |
| 2007.              | Џорџијин закон               |               | Рејчел Вилкокс          |          |
| 2007.              | Знам ко ме је убио           |               | Дакота Мос              |          |
| 2008.              |                              |               | Џуди Хенсон             |          |
| 2009.              |                              |               | Теа Клејхил             |          |
| 2010.              |                              |               | Ејприл Бут              |          |
| 2011.              |                              |               | Мерлин                  |          |
| 2013.              | Мрак филм 5                  |               | саму себе               |          |
| 2022.              | Љубав у божићно доба         |               | Сијера Белмонт          |          |
| 2024.              | Опасне девојке               |               | модераторка             |          |
| 2024.              | Ирска жеља                   |               | Меди Кели               |          |
| 2024.              | Наша мала тајна              |               | Ејвери                  |          |
| 2025.              | Уврнути петак 2              |               | Ана Колман              |          |